# Río Richelieu
El río Richelieu es un río del Quebec, Canadá. Fluye desde el lago Champlain en dirección norte, desembocando en el río San Lorenzo, en Sorel-Tracy. Era conocido como el río Iroquois, entonces río Chambly. Fue el escenario de muchas guerras entre los franceses y los ingleses a finales del siglo XVII.

## Geografía
Tiene una cuenca de 23 400 km², de los que 19 600 km² se encuentran en los Estados Unidos, y un caudal medio de 330 m³/s. Las principales ciudades a lo largo de su curso son Saint-Jean-sur-Richelieu, Chambly y Sorel.
El canal Chambly, con 9 esclusas, permite a los barcos evitar los rápidos en St-Jean-sur-Richelieu y Chambly. La pista ciclista del canal-de-Chambly es una vía ciclista de 20 km de longitud que sigue el camino de sirga a lo largo del canal. Esta vía es parte de la red de caminos ciclistas del Québec Ruta Verde. El canal es un lugar de interés histórico nacional de Canadá y es gestionado por la red de parques nacionales del país.
El canal Champlain une el río Richelieu con el río Hudson, permitiendo la navegación entre el río San Lorenzo y la ciudad de Nueva York.

### Tributarios en la parte de Quebec del río
- Rivière l'Acadie (Río Acadie).[3] Desembocadura: Carignan.
- Rivière Du Sud (Río del Sur). Desembocadura: Henryville.
- Rivière Amyot (Río Amyot). Desembocadura: Saint-Charles-sur-Richelieu.
- Rivière Lacolle (Río Lacolle). Desembocadura: Lacolle.
- Rivière des Hurons (Río del Hurón). Desembocadura: Saint-Mathias-sur-Richelieu
- Rivière des Iroquois (Río del Iroquois). Desembocadura: Saint-Jean-sur-Richelieu.
- Rivière Bernier (Río Bernier). Desembocadura: Saint-Jean-sur-Richelieu.
- Ruisseau Massé (Arroyo Massé). Desembocadura: Carignan.
- Ruisseau Bernard Est (Arroyo Bernard del Este). Desembocadura: Otterburn Park.
- Ruisseau Bernard Ouest (Arroyo Bernard del Oeste). Desembocadura: McMasterville.
- Ruisseau Nord (Arroyo del Norte) (Saint-Mathieu-de-Beloeil). Desembocadura: Saint-Mathieu-de-Beloeil.
- Ruisseau Sud (Arroyo del Sur) (Saint-Mathieu-de-Beloeil). Desembocadura: Saint-Mathieu-de-Beloeil.

## Historia
El explorador francés Samuel de Champlain fue el primer europeo en llegar a la desembocadura del río en 1609. Era una ruta importante para los indios iroqueses, y pronto lo fue también para los comerciantes franceses. Construyeron diversos fuertes a lo largo del río: Fort Richelieu (en su desembocadura), Fort Saint Louis (o Chambly), Fort Sainte Thérese y Fort Saint Jean y Fort Sainte Anne en la isla de La Motte en el lago Champlain, cerca de su fuente. En varios mapas y diarios antiguos a la parte baja del Richelieu le llaman río Sorel. Antiguamente también era llamado río Iroquois, nombre francés derivado de Fort Richelieu, que a su vez recibía el nombre en memoria del cardenal Richelieu (1585-1642).